# Gare de Maffle
La gare de Maffle est une gare ferroviaire belge de la ligne 90, de Denderleeuw à Jurbise, située à Maffle section de la ville d'Ath dans la province de Hainaut en région wallonne.
Elle est mise en service en 1847. C'est une halte ferroviaire de la Société nationale des chemins de fer belges (SNCB) desservie par des trains Omnibus (L) et d’Heure de pointe (P).

## Situation ferroviaire
Établie à 39 m d'altitude, la gare de Maffle est située au point kilométrique (PK) 13,5 de la ligne 90, de Denderleeuw à Jurbise, entre les gares d'Ath et de Mévergnies-Attre.

## Histoire
L’arrêt de Maffle est mis en service, le 20 septembre 1847 par la Compagnie des chemins de fer de Tournai à Jurbise, lorsqu'elle ouvre à l'exploitation, pour le compte de l'Administration des chemins de fer de l'État belge, la section de Jurbise à Ath. 
Elle était initialement appelée, gare de Maffles avant de changer de nom.
Peu de choses sont connues sur le premier bâtiment de la gare, si ce n'est qu'en 1852 Maffles était pourvue d'un bâtiment sans étage d'une surface inférieure à 63 m2. La gare de Brugelette était dotée d'un bâtiment comparable, mais plus vaste.
Le 18 avril 1860, dans la salle d'attente de la gare de Bruxelles-Nord, est procédée à l'adjudication publique des travaux de construction de bâtiments des recettes des gares de Loth, l'Olive et Maffles. Le 9 février 1863 a lieu l'adjudication de la fourniture et de la pose des portes et fenêtres du nouveau bâtiment des recettes de la gare de Maffles. Il pourrait soit s'agir d'une gare à pignons à redents (comme à Lot, l'Olive et Malderen) soit d'un bâtiment comme celui de Havinnes, Erembodegem ou Tronchiennes.
Cette nouvelle gare sera remplacée à son tour, comme la plupart des gares de cette ligne, par un bâtiment standard du plan type 1881, bâti en 1895. Ces gares, avec quelques variantes, seront construites à 84 exemplaires dans tout le pays.
Plusieurs variantes de ce type de gare ont été construites et la gare de Maffle est de la variante la plus commune avec une aile sous bâtière de trois travées disposée à droite. Cette variante sera construite en 36 exemplaires. 
L’aile contenant la salle d’attente était dotée d’une marquise.
Il existait autrefois une cabine de signalisation à droite de la gare et une halle à marchandises ainsi qu’une cour à marchandises à gauche de la gare.
Cette seconde station a plus tard été démolie et la gare actuelle ne compte plus le moindre bâtiment à voyageurs.

## Service des voyageurs

### Accueil
Halte SNCB, c'est un point d'arrêt non géré (PANG) à accès libre.
La traversée des voies et le passage d'un quai à l'autre s'effectuent par le passage à niveau routier.

### Desserte
Maffle est desservie par des trains Omnibus (L) et d’Heure de pointe (P) de la SNCB, qui effectuent des missions sur la ligne commerciale 90 (voir brochure SNCB,).
En semaine, la desserte est constituée de trains L reliant toutes les heures Grammont à Mouscron via Ath.
Quelques trains supplémentaires (P) se rajoutent en heure de pointe :
- le matin, un train P dans chaque sens, entre Ath et Mons ;
- vers midi, un train P d'Ath à Jurbise, uniquement le mercredi ;
- l'après-midi, deux trains P d'Ath à Tournai, via Mons, un train P de Mons à Grammont et train P de Mons à Ath.

Les week-ends et jours fériés, seuls circulent des trains L de Grammont à Quévy, via Ath et Mons, au rythme d'un par heure.

### Intermodalité
Un parc pour les vélos et un parc pour les véhicules y sont aménagés.

## Comptage voyageurs
Le graphique et le tableau montrent le nombre de passagers qui en moyenne embarquent durant la semaine, le samedi et le dimanche.
| Nombre de voyageurs qui embarquent à la gare de Maffle | Nombre de voyageurs qui embarquent à la gare de Maffle | Nombre de voyageurs qui embarquent à la gare de Maffle | Nombre de voyageurs qui embarquent à la gare de Maffle |
|                                                        | Semaine                                                | Samedi                                                 | Dimanche                                               |
| ------------------------------------------------------ | ------------------------------------------------------ | ------------------------------------------------------ | ------------------------------------------------------ |
| 1977                                                   | 155                                                    | 41                                                     | 31                                                     |
| 1978                                                   | 155                                                    | 30                                                     | 14                                                     |
| 1979                                                   | 159                                                    | 38                                                     | 15                                                     |
| 1980                                                   | 109                                                    | 34                                                     | 38                                                     |
| 1981                                                   | 152                                                    | 20                                                     | 8                                                      |
| 1982                                                   | 87                                                     | 11                                                     | 16                                                     |
| 1983                                                   | 100                                                    | 8                                                      | 1                                                      |
| 1984                                                   | 127                                                    | 15                                                     | 16                                                     |
| 1985                                                   | 111                                                    | 19                                                     | 10                                                     |
| 1986                                                   | 143                                                    | 24                                                     | 16                                                     |
| 1987                                                   | 142                                                    | 42                                                     | 18                                                     |
| 1988                                                   | 134                                                    | 13                                                     | 14                                                     |
| 1989                                                   | 117                                                    | 27                                                     | 17                                                     |
| 1990                                                   | 136                                                    | 27                                                     | 21                                                     |
| 1991                                                   | 89                                                     | 14                                                     | 19                                                     |
| 1992                                                   | 115                                                    | 25                                                     | 19                                                     |
| 1993                                                   | -                                                      | -                                                      | -                                                      |
| 1994                                                   | -                                                      | -                                                      | -                                                      |
| 1995                                                   | 79                                                     | -                                                      | -                                                      |
| 1996                                                   | 93                                                     | -                                                      | -                                                      |
| 1997                                                   | 114                                                    | -                                                      | -                                                      |
| 1998                                                   | 95                                                     | -                                                      | -                                                      |
| 1999                                                   | 90                                                     | -                                                      | -                                                      |
| 2000                                                   | 101                                                    | -                                                      | -                                                      |
| 2001                                                   | 106                                                    | -                                                      | -                                                      |
| 2002                                                   | 126                                                    | -                                                      | -                                                      |
| 2003                                                   | 110                                                    | 29                                                     | 20                                                     |
| 2004                                                   | 126                                                    | 6                                                      | 16                                                     |
| 2005                                                   | 168                                                    | 31                                                     | 22                                                     |
| 2006                                                   | 139                                                    | 20                                                     | 20                                                     |
| 2007                                                   | 151                                                    | 21                                                     | 16                                                     |
| 2008                                                   | -                                                      | -                                                      | -                                                      |
| 2009                                                   | 165                                                    | 29                                                     | 11                                                     |
| 2010                                                   | -                                                      | -                                                      | -                                                      |
| 2011                                                   | -                                                      | -                                                      | -                                                      |
| 2012                                                   | 154                                                    | 20                                                     | 16                                                     |
| 2013                                                   | 166                                                    | 24                                                     | 17                                                     |
| 2014                                                   | 188                                                    | 23                                                     | 33                                                     |
| 2015                                                   | 133                                                    | 20                                                     | 19                                                     |
| 2016                                                   | 152                                                    | 18                                                     | 16                                                     |
| 2017                                                   | 122                                                    | 26                                                     | 23                                                     |
| 2018                                                   | 134                                                    | 41                                                     | 39                                                     |
| 2019                                                   | 167                                                    | 41                                                     | 30                                                     |
| 2020                                                   | 87                                                     | 26                                                     | 22                                                     |
| 2021                                                   | -                                                      | -                                                      | -                                                      |
| 2022                                                   | 175                                                    | 44                                                     | 47                                                     |
| 2023                                                   | 161                                                    | 100                                                    | 72                                                     |
| 2024                                                   | 170                                                    | 73                                                     | 71                                                     |